# Savigny-le-Sec
Savigny-le-Sec is een gemeente in het Franse departement Côte-d'Or (regio Bourgogne-Franche-Comté) en telt 780 inwoners (1999). De plaats maakt deel uit van het arrondissement Dijon.

## Geografie
De oppervlakte van Savigny-le-Sec bedraagt 9,4 km², de bevolkingsdichtheid is 83,0 inwoners per km².
De onderstaande kaart toont de ligging van Savigny-le-Sec met de belangrijkste infrastructuur en aangrenzende gemeenten.

## Demografie
Onderstaande figuur toont het verloop van het inwonertal (bron: INSEE-tellingen).